# Mohammed Ameen
Mohammed Ameen (em árabe: محمد أمين) (nascido em 29 de Abril de 1980) é um ex-futebolista saudita. 

## Carreira
É um membro do time do Al-Ittihad que venceu a Liga dos Campeões da AFC e do Campeonato Mundial de Clubes da FIFA de 2005.
Ele fez parte do elenco da Seleção Saudita de Futebol da Copa do Mundo de 2006. 